# Jan Belau
Jan Belau ps. „Mewa”, „Mewa z Gdyni”, „Morski”, „Mściwój” (ur. 18 lipca 1912 w Sztumie, zm. 23 września 1944 pod Ocyplem) – porucznik rezerwy Związku Walki Zbrojnej i Armii Krajowej, szef wywiadu i grupy szturmowej Inspektoratu Rejonowego AK „Wybrzeże”.

## Życiorys
Uczęszczał do gimnazjum humanistycznego w Tczewie, gdzie w 1932 zdał maturę. Następnie studiował medycynę na Uniwersytecie im. Stefana Batorego w Wilnie (według innego źródła w Warszawie). Był członkiem Związku Harcerstwa Polskiego. Brał udział w wojnie obronnej 1939. Dostał się do niewoli niemieckiej i został osadzony w Oflagu X B Nienburg koło Hanoweru, z którego go zwolniono.
Zamieszkał w Gdyni, gdzie pracował jako pomocnik ogrodnika, a następnie asystent lekarski. Związał się z lokalną konspiracją, zostając członkiem ZWZ-AK. Jednocześnie utrzymywał kontakty z Tajnym Hufcem Harcerzy i Związkiem Jaszczurczym. W 1942 został dowódcą grupy rozpoznawczo-dywersyjnej i oficerem wywiadu Inspektoratu „Wybrzeże” AK. Faktycznie stał na czele samodzielnego nadmorskiego ośrodka dywersyjno-wywiadowczego AK. Był współorganizatorem i uczestnikiem akcji zbrojnych i wywiadowczych na terenie Gdyni, m.in. w stoczni gdyńskiej oraz na lotnisku i zakładach lotniczych w Babich Dołach, gdzie jesienią 1943 zdobyto plany torpedy silnikowej B-4 oraz zdjęcia zdalnie kierowanej torpedy tzw. Friedensengel. 1 października 1943 roku dowodził zamachem na Obersturmführera SS Otto Rascha w Lęborku. Wraz z siecią wywiadu ofensywnego „Lombard” uczestniczył w przerzutach z portów w Gdyni i Szczecinie do Szwecji uciekinierów i zagrożonych aresztowaniem. Przypuszczalnie w połowie 1942 roku nawiązał kontakt z wywiadem morskim „Alfa”. Opracował załączniki do ogólnego planu desantu morskiego oraz zrzutów w 1944 na obszarze Puck-Wejherowo-Gdynia. 21 sierpnia 1944 został aresztowany przez gestapo w wyniku inflitacji agentów Witolda Świętochowskiego ps. „V-2”, Przybylskiego ps. „Waltisch” i Dobrowolskiego. Był więziony w Gdańsku, następnie w niemieckim obozie koncentracyjnym Stutthof. Pomimo brutalnego przesłuchiwania i tortur nie wyjawił żadnych informacji. 23 lub 31 września został rozstrzelany wraz z jedenastoma innymi zakładnikami w lesie pod Ocyplem.

## Odznaczenia
- Krzyż Armii Krajowej – pośmiertnie 5 kwietnia 1983[6]
- Medal Wojska czterokrotnie – 15 sierpnia 1948[6]